# Стів Льюїс
Стів Льюїс (англ. Steve Lewis; нар. 16 травня 1969, Лос-Анджелес, Каліфорнія, США) — американський легкоатлет, що спеціалізується на спринті, триразовий олімпійський чемпіон (двічі 1984 та 1988 рік), срібний призер Олімпійських ігор (1988 рік).

## Кар'єра
| Рік             | Змагання         | Місто                | Місце           | Дисципліна            | Примітки        |
| Представник США | Представник США  | Представник США      | Представник США | Представник США       | Представник США |
| --------------- | ---------------- | -------------------- | --------------- | --------------------- | --------------- |
| 1988            | Олімпійські ігри | Сеул, Південна Корея | 1               | біг на 400 метрів     | 43.87           |
| 1988            | Олімпійські ігри | Сеул, Південна Корея | 1               | естафета 4×400 метрів | 2:56.16         |
| 1992            | Олімпійські ігри | Барселона, Іспанія   | 2               | біг на 400 метрів     | 44.21           |
| 1992            | Олімпійські ігри | Барселона, Іспанія   | 1               | естафета 4×400 метрів | 2:55.74         |